# Svend Bille
Svend Bille (* 15. Juli 1888 in Kopenhagen; † 3. April 1973 ebenda) war ein dänischer Schauspieler.

## Leben
Svend Bille wuchs mit einer jüngeren Schwester in Kopenhagen auf. Er absolvierte von 1906 bis 1909 seine Schauspielausbildung an der Staatlichen Theaterschule in Kopenhagen. Von 1912 bis 1917 war er am Odense Teater engagiert und von 1927 bis 1930 war er festes Ensemblemitglied am Königlichen Theater Kopenhagen. Er stand auch am Folketeatret, Aarhus Teater, Fonix-Teatret, Dagmarteatret und am Betty-Nansen-Theater als Darsteller auf der Bühne. Er wirkte von 1909 bis 1969 in mehr als 80 Film-und-Fernsehproduktionen mit, darunter 33 Stummfilme. Seine letzte Rolle spielte er 1969 als Fabrikdirektor im Film Die Olsenbande in der Klemme.
Svend Bille war zweimal verheiratet. Sein Sohn Wilhelm, der aus seiner ersten Ehe stammte, kam am 13. Januar 1944 mit nur 23 Jahren als Soldat im Zweiten Weltkrieg ums Leben. Svend Bille starb am 3. April 1973 im Alter von 84 Jahren in Kopenhagen. Er wurde auf dem Vestre Kirkegård beigesetzt.

## Filmografie (Auswahl)
- 1910: Die weiße Sklavin (Den hvide slavehandel I.)
- 1910: Die weiße Sklavin II (Den hvide slavehandels sidste offer)
- 1911: Thru Trials to Victory
- 1911: Anna fra Æbeltoft
- 1911: Balletdanserinden
- 1912: Vampyrdanserinden
- 1912: Livets Løgn
- 1912: Die Braut des Todes (Dødens brud)
- 1912: Dyrekøbt Venskab
- 1913: Hans og Grethe
- 1918: Magdalene
- 1929: Pat und Patachon: Der kaltblütige Kunstschütze (Hr. Tell og Søn)
- 1932: Tretten Aar
- 1934: 7-9-13
- 1935: Week-end
- 1942: Ballade i Nyhavn
- 1945: Man elsker kun en gang
- 1948: Penge som græs
- 1953: Vater und seine Vier (Far til fire)
- 1959: Pao aus dem Dschungel (Paw)
- 1965: Fangen
- 1965: Die Flottenpflaume (Flådens friske fyre)
- 1969: Die Olsenbande in der Klemme (Olsen-banden på spanden)